# هانوا کیو سلز
هانوا کیو سلز (انگلیسی: Hanwha Q Cells) شرکت مهندسی کره‌ای است، که در سال ۲۰۱۲ تأسیس شد.